# Среднее гармоническое
Сре́днее гармони́ческое — один из способов, которым можно понимать «среднюю» величину некоторого набора чисел. Его можно определить следующим образом: пусть даны положительные числа {\displaystyle x_{1},\ldots ,x_{n}}, тогда их средним гармоническим будет такое число {\displaystyle H}, что
{\displaystyle {\frac {n}{H}}={\frac {1}{x_{1}}}+\ldots +{\frac {1}{x_{n}}}}.
Можно получить явную формулу для среднего гармонического:
{\displaystyle H(x_{1},\ldots ,x_{n})={\frac {n}{{\frac {1}{x_{1}}}+{\frac {1}{x_{2}}}+\cdots +{\frac {1}{x_{n}}}}}={\frac {n}{\sum \limits _{i=1}^{n}{\frac {1}{x_{i}}}}}},
т. е. среднее гармоническое есть обратная величина к среднему от обратных к числам {\displaystyle x_{1},\ldots ,x_{n}}.

## Свойства
- Среднее гармоническое действительно является «средним», в том смысле что {\displaystyle \min(x_{1},\ldots ,x_{n})\leqslant H(x_{1},\ldots ,x_{n})\leqslant \max(x_{1},\ldots ,x_{n})}.
- Вообще, среднее гармоническое является средним степени -1.
- Среднее гармоническое двойственно среднему арифметическому в следующем смысле:

{\displaystyle H(x_{1},\ldots ,x_{n})=A^{-1}(x_{1}^{-1},\ldots ,x_{n}^{-1})} и
{\displaystyle A(x_{1},\ldots ,x_{n})=H^{-1}(x_{1}^{-1},\ldots ,x_{n}^{-1})} (когда последнее определено).
- Неравенство о средних утверждает, что среднее гармоническое чисел не превосходит среднее геометрическое, среднее арифметическое и среднее квадратическое, причём все средние равны только в случае равенства всех чисел {\displaystyle x_{1}=\ldots =x_{n},} то есть:

{\displaystyle H\leqslant G\leqslant A\leqslant S,}
где {\displaystyle H} — среднее гармоническое;
{\displaystyle G} — среднее геометрическое;
{\displaystyle A} — среднее арифметическое;
{\displaystyle S} — среднее квадратическое.

## Среднее гармоническое взвешенное
Пусть есть набор неотрицательных чисел {\displaystyle x_{1},\ldots ,x_{n}} и набор чисел {\displaystyle w_{1},\ldots ,w_{n}}, где {\displaystyle w_{i}} называется весом величины {\displaystyle x_{i}}. Тогда их взвешенным средним гармоническим называется число
{\displaystyle H=\sum _{i=1}^{n}w_{i}{\bigg /}\sum _{i=1}^{n}{\frac {w_{i}}{x_{i}}}={\dfrac {w_{1}+w_{2}+\ldots +w_{n}}{w_{1}/x_{1}+w_{2}/x_{2}+\ldots +w_{n}/x_{n}}}.}
Из формулы следует, что при {\displaystyle w_{1}=\ldots =w_{n}\neq 0} (когда все величины «равноправны») получается обычное среднее гармоническое.

## Приложения и примеры
В статистике среднее гармоническое применяется в случае, когда наблюдения, для которых требуется получить среднее арифметическое, заданы обратными значениями.
В формуле тонкой линзы удвоенное фокусное расстояние равно среднему гармоническому расстояния от линзы до предмета и расстояния от линзы до изображения. Подобным образом среднее гармоническое входит и в аналогичную формулу для сферического зеркала.
Средняя скорость на пути, разделенном на равные участки, скорость на которых постоянна, равна среднему гармоническому скоростей на этих участках пути. Более обще, если путь разбит на участки, скорость на каждом из которых постоянна, то средняя скорость будет равна взвешенному среднему гармоническому скоростей (каждая скорость идет с весом, равным длине соответствующего ей отрезка).
Средняя плотность сплава равна взвешенному среднему гармоническому плотностей сплавляемых веществ (веса — массы частей соответствующих веществ).
Сопротивление, получающееся при параллельном подключении нескольких резисторов, равно среднему гармоническому их сопротивлений, деленному на их количество. Аналогичное утверждение верно для емкостей последовательно соединенных конденсаторов.